# Gouais
Le gouais est un cépage blanc.

## Origine
Une légende le dit introduit en Europe occidentale par les Huns. Il s'agit probablement d'une ancienne distinction dans les pays germaniques entre les bons vins, vendus chers, nommés « vin des Francs » (vinum francorum) et les plus rustiques nommés « vin des Huns » (vinum hunicum), vendus à bas prix.

## Synonymes

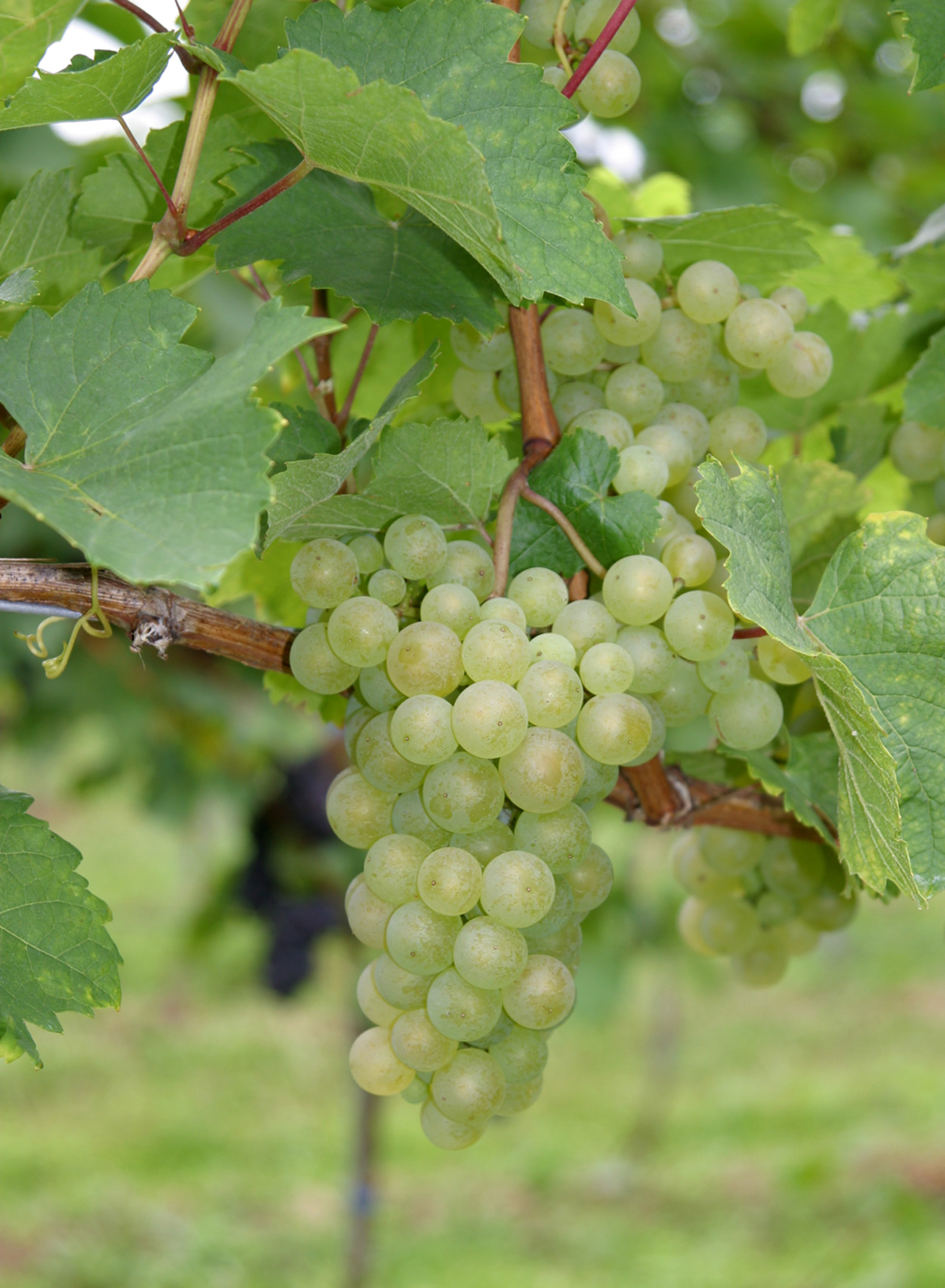
Gouais à la Forschungsanstalt Geisenheim

Blanc de Serres, boarde, bouillan, bouilleaud, bouillenc, colle, enfariné blanc, figuier, foirard blanc, gau, goe, goet, gohet, coix, got, gouai, gouais blanc, gouche, goué, gouest, gouet, gouillaud, gouge, gouget blanc, gros blanc, gueuche blanc, Gwäss, Heunisch, issol, lombard blanc, mendic, moreau blanc, nargouet, pendrillart blanc, perlé gouais, plant de Saint-Rémy, plant de Séchex, roussaou, roux.

## Croisements
Le croisement naturel du gouais avec d'autres cépages a donné plusieurs variétés très répandues de nos jours. Sa progéniture avec le pinot noir est pléthorique et de grande diversité : aligoté, aubin vert, auxerrois, bachet noir, beaunoir, chardonnay, dameron, franc noir de la Haute-Saône, gamay blanc Gloriod, gamay, knipperlé, melon, peurion, romorantin, roublot et sacy. Ils constituent la famille des Noiriens.

## Caractères ampélographiques
Le bourgeonnement est glabre et rosé.

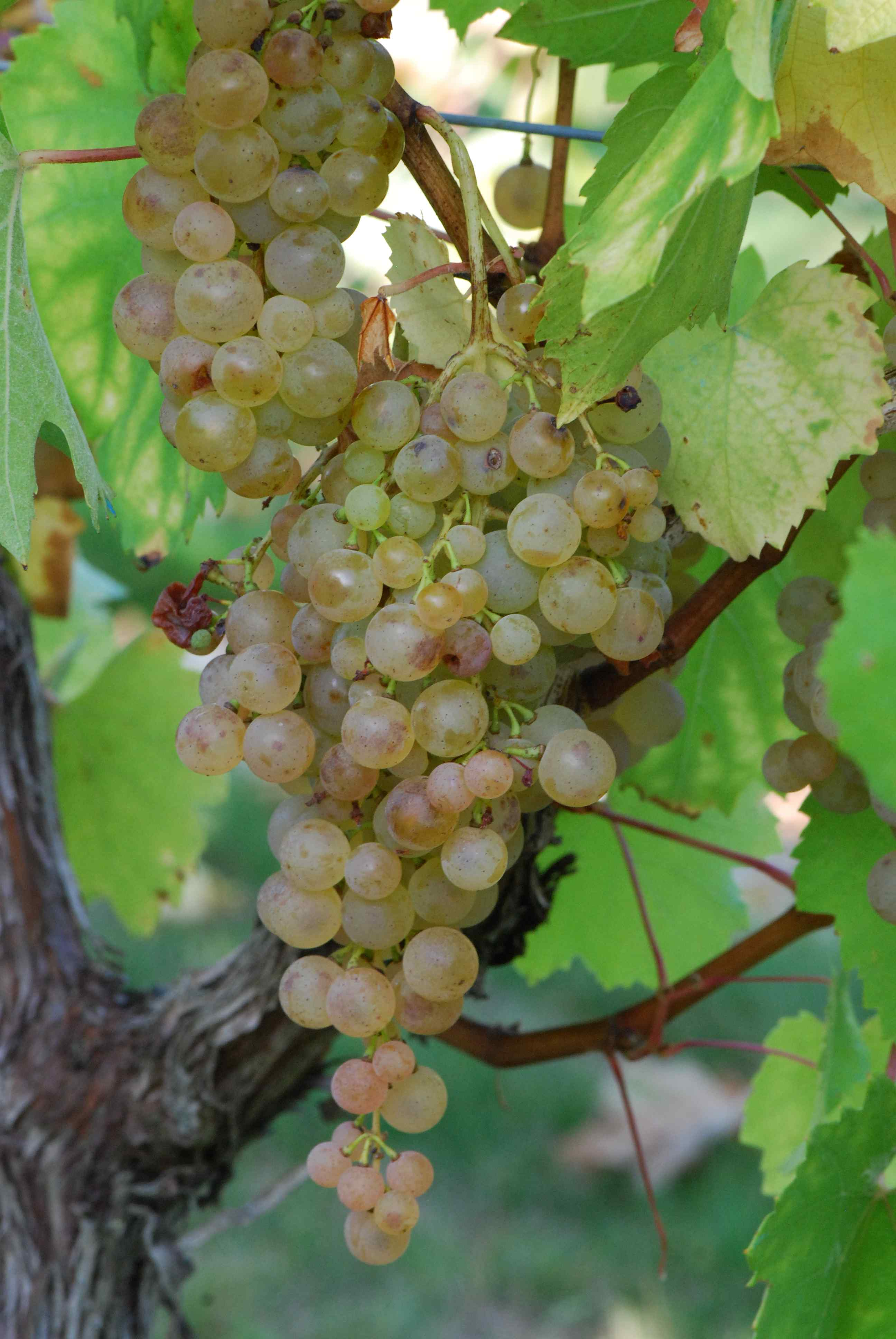
Gouais

Les feuilles adultes sont épaisses, peu découpées, des dents courtes.
Les grappes sont grosses, compactes et les baies rondes, jaune doré côté soleil.

## Aptitudes

### Culturales
Le gouais est vigoureux et fertile. La charge de vendange en fait un cépage moyennement précoce.

### Technologiques
Il donne un vin de médiocre qualité (peu alcoolique, acide et sans bouquet), ce qui explique en grande partie la totale disparition de ce cépage de nos jours. Il sert à produire la quantité dans un assemblage.

## Culture
Débourrement tardif, résiste bien aux gelées printanières.
Port mi-érigé et gros producteur s'épuisant assez vite dans le cas d'une production importante et répétée. Suivant les années, craint le millerandage. Sensible à l'érinose et à la pourriture grise. Maturité 2e époque tardive.

## Sources